# Acrobasis marmorea
Acrobasis marmorea là một loài bướm đêm thuộc họ Pyralidae. Nó được tìm thấy ở châu Âu.
Sải cánh dài 18–23 mm. Con trưởng thành bay làm một đợt từ tháng 6 đến tháng 8 .
Sâu bướm ăn các loài hawthorn và mận gai.